# Ángela Bachiller
Pour les articles homonymes, voir Bachiller.
Ángela Covadonga Bachiller Guerra, de son nom court usuel Ángela Bachiller, est une femme politique espagnole née en juillet 1983 à Valladolid. Elle est membre du Parti populaire (PP). Elle a prêté serment en tant que conseillère municipale de Valladolid le 29 juillet 2013, devenant la première personne membre d'un conseil municipal avec trisomie 21,.